# Eidmanacris marmoratus
Eidmanacris marmoratus är en insektsart som först beskrevs av Bruner, L. 1916.  Eidmanacris marmoratus ingår i släktet Eidmanacris och familjen syrsor. Inga underarter finns listade i Catalogue of Life.